# NTFS-3G
NTFS-3G是一個由Tuxera公司開發並維護的自由軟體項目，採用GNU通用公共許可證釋出，旨在為非微軟Windows NT系的作業系統提供安全快速、具備讀寫功能的NTFS檔案系統驅動程式。
NTFS-3G最初由資深Linux驅動程式開發者Szabolcs Szakacsits（匈牙利語：[ˈsɒbolt͡ʃ ˈsɒkɒt͡ʃit͡ʃ]）於2006年發起並主導，2007年初公佈了第一個穩定版本ntfs-3g-2007.02.21，原始碼託管於SourceForge。隨後NTFS-3G團隊成立了Tuxera Inc.，負責NTFS-3G的進一步發展、商業推廣以及爲專案提供開發資金。目前Tuxera公司還推出了NTFS-3G的商用版本Tuxera NTFS及NTFS for Mac，後兩者除了NTFS-3G的原始碼以外還有一些非Tuxera開發的用以加強存取效能的專有元件。

## 主要特性
Linux核心裡所包含的NTFS驱动程序（在一些發行版上則是作爲單獨的內核模組）在內核空間上執行，僅提供讀取操作（包括列出檔案清單、開啓、複製檔案），而缺少寫入操作（包括建立檔案，對檔案的修改、更名、移動和刪除）的支援。
而NTFS-3G則是藉助使用者空間檔案系統（Filesystem in Userspace，FUSE）框架完成掛載，以此支援對NTFS分区的大部分寫入操作。
目前實現的特性有：
- 在NTFS分割上建立任意大小的檔案
- 在NTFS分割上對檔案進行更名、移動、刪除、修改
- 支援UTF-8字元集
- 支援存取控制串列和權限的修改[2]
- 支援NTFS硬連結和符号链接
- 支援NTFS透明壓縮：對經過NTFS透明壓縮的檔案進行讀取、更名、移動、新增、刪除、修改[3]
- 對NTFS日誌的基本支援，除了基本的檔案寫入操作記錄以外，還可完成對NTFS卷檔案系統層面上的修復操作
- 對NTFS加密檔案的重命名、複製、移動、刪除操作等不涉及檔案加密/解密過程的存取操作。

對於NTFS加密，目前爲止加密檔案的建立、對已有檔案進行加密等涉及檔案加密/解密的存取操作仍未實現支援。
自ntfs-3g-2009.2.1起，NTFS-3G已經可以預設對含不完整日誌的NTFS卷進行恢復及掛接，需要時可通過「norecover」參數禁用這個設定。

## 支援的作業系統
最初NTFS-3G是Linux-NTFS專案的分支，第一個穩定版本也只運行於Linux上。後來先後被移植至FreeBSD、NetBSD、OpenSolaris、BeOS、QNX、Nucleus、VxWorks、Haiku、MorphOS、Minix、Mac OS X/macOS（除10.13外）、OpenBSD、Android等，甚至WinCE等微軟尚未有NTFS支援的微軟作業系統也有移植支援。
不過，由於NTFS-3G需要依賴FUSE框架運行，像是macOS等類UNIX作業系統並沒有內建FUSE，需要先安裝FUSE框架方能安裝NTFS-3G並使用（像是macOS需要安裝FUSE for macOS等FUSE框架。而NTFS-3G的商用版本Tuxera NTFS for Mac則是附帶了MacFUSE作爲FUSE框架）。
Android對NTFS的支援，理論上以基於Linux核心載入NTFS-3G驅動的方式實現，但AOSP並沒有整合任何的NTFS驅動程式，而且也不是所有的Android裝置廠商原廠就會用此種支援方式，甚至缺乏對NTFS的支援（如小米系列手機，原廠預載的MIUI缺少一些檔案系統的驅動程式，包括NTFS），不過在一些客製韌體上，絕大多數通過移植NTFS-3G驅動程式至Linux核心來實現對NTFS的支援。此外，一些裝置可以通過獲取root權限並安裝具備NTFS驅動程式供作業系統核心載入的App，實現對NTFS分割的掛載（如SD卡、通過USB OTG掛載的移动硬盘）。

## 效能
2007年与2008年的两个評測顯示，NTFS-3G的驅動程式效能已能與其它一些使用FUSE的檔案系統相比，但較依賴CPU的效能，表示NTFS-3G尚未完成對效能的最佳化。
Tuxera官方的使用手冊及NTFS-3G手册页上也提到，NTFS-3G當前的開發焦點仍集中在可靠性和實作欠缺的POSIX功能性，存取效能並不是優先考量的，至少需要效能較好的CPU方能取得較好的存取效能。在一些較老的系統或需要低功耗的嵌入式裝置上，高CPU使用量會極大地限制NTFS-3G的存取效能（尤其是寫入效能），OpenWRT/LEDE的官方說明文檔中也告知對效能較爲注意的使用者儘量避免使用NTFS檔案系統。

## 延伸專案
ntfsprogs是一套類Unix系統下的工具集，用於對NTFS卷進行建立、修改、刪除等多種操作。最初復刻自NTFS-3G。2011年4月，ntfsprogs合併至NTFS-3G專案，並持續維護至今。

## 發展過程
- 自2006年10月31日起，NTFS-3G獨立成專案，不再是Linux-NTFS專案的一部分。
- 於2007年2月21日，Szabolcs Szakacsits宣布「第一個開放原始碼、完全自由、穩定的讀寫NTFS的驅動程式，NTFS-3G 1.0釋出」。
- 自ntfs-3g-2009.1.1版起已經對UTF-8字元集實現完整支援
- 2009年10月5日，Tuxera釋出NTFS-3G for Mac，並推出了含專有元件的商用版Tuxera NTFS。[18]
- 自ntfs-3g-2009.11.14版開始支援新增透明壓縮的檔案、對透明壓縮檔案的更名。
- 自ntfs-3g-2010.8.8版開始可對已有經過透明壓縮的檔案的修改操作。
- 2011年4月12日，宣佈ntfsprogs專案合併至NTFS-3G。

## 類似軟體
- Tuxera NTFS及NTFS for Mac —— NTFS-3G的商用版，內含一些對存取效能有提升的專有元件
- Paragon NTFS —— 專有軟體，Paragon Software Group開發的一套運行於作業系統核心空間的NTFS檔案系統驅動程式
- NTFS4DOS —— 專有免費軟體，運行於MS-DOS上的NTFS檔案系統驅動程式

## 外部連結
- NTFS-3G官方原始碼及預編譯二進位檔下載（页面存档备份，存于）
- SourceForge專案頁面（页面存档备份，存于）
- NTFS-3G for Mac OS X ("Catacombae")（页面存档备份，存于）
- Writing on NTFS volumes on Mac OS X through NTFS-3G and OS X FUSE for free (works with Lion & Mountain Lion)（页面存档备份，存于）
- Why are there no true cross-platform filesystems?